# Levi Miller
Levi Zane Miller (sinh ngày 30 tháng 9 năm 2002)  là một diễn viên và người mẫu Úc. Anh được biết đến với vai Peter Pan trong Pan (2015) và Luke trong Better Watch Out (2016).

## Tiểu sử
Miller sinh tại Queensland, Úc. Ở tuổi 5 hoặc 6, anh đã bước vào và giành được một cuộc thi kịch tính với nhân vật độc thoại Peter Pan. Anh tham gia diễn xuất trong một số quảng cáo truyền hình Úc.

## Nghề nghiệp
Miller diễn xuất trong bộ phim A Heartbeat Away (2012) và trong những bộ phim ngắn như Akiva (2010) và Great Adventures (2012). Ông được đạo diễn phim Joe Wright lựa chọn cho vai diễn Peter Pan trong phim Pan. Levi tham gia diễn xuất trong Red Dog: True Blue, nơi anh thủ vai Mick. Năm 2015, anh được bổ nhiệm làm đại sứ cho Polo, chiến dịch mùa thu trẻ em Ralph Lauren. Levi đóng vai Charlie Bucktin trong chuyển thể phim của tiểu thuyết Úc Jasper Jones.. Anh được xác nhận là đóng vai Calvin O'Keefe trong cuộc phiêu lưu mạo hiểm của Mỹ A Wrinkle in Time (2018), ra mắt vào ngày 9 tháng 3 năm 2018.

## Danh sách phim tham gia

### Phim
| Năm  | Phim               | Vai             | Ghi chú |
| ---- | ------------------ | --------------- | ------- |
| 2010 | Akiva              | Lavi            | Short   |
| 2011 | A Heartbeat Away   | Boy fishing     |         |
| 2012 | Great Adventures   | Young Billy     | Short   |
| 2015 | Pan                | Peter Pan       |         |
| 2016 | Better Watch Out   | Luke            |         |
| 2016 | Red Dog: True Blue | Mick            |         |
| 2017 | Jasper Jones       | Charlie Bucktin |         |
| 2018 | A Wrinkle in Time  | Calvin O'Keefe  |         |

### Truyền hình
| Năm  | Tựa        | Vai                       | Tập                              |
| ---- | ---------- | ------------------------- | -------------------------------- |
| 2011 | Terra Nova | General Philbrick (Child) | "Vs."                            |
| 2015 | Supergirl  | Carter Grant              | Episode 5: "How Does She Do It?" |